# (39356) 2002 AK161
2002 أي كي 161 (ويعرف أيضًا باسم (39356) 2002 أي كي 161 وفق تسمية الكوكب الصغير) (بالإنجليزية: 2002 AK161)‏ هو كويكب ضمن حزام الكويكبات؛ وترتيبه 39356 من حيث الاكتشاف.
اكتُشف هذا الجُرم الفلكي بواسطة بحث لنكولن عن الكويكبات القريبة من الأرض في 13 يناير 2002.

## وصلات خارجية
- (39356) 2002 AK161 في قاعدة بيانات مختبر الدفع النفاث لأجرام النظام الشمسي الصغيرة

- الاكتشاف · مخطط المدار ·  العناصر المدارية · المعلمات المادية

- (39356) 2002 AK161 على موقع ويكي سكاي: DSS2, SDSS, GALEX, IRAS, Hydrogen α, X-Ray, Astrophoto, Sky Map, Articles and images